# برنهارد أريكسون
برنهارد أريكسون (بالسويدية: Bernhard Eriksson)‏ هو سياسي سويدي، ولد في 19 أبريل 1878 في السويد، وتوفي في 18 أبريل 1952. حزبياً، نشط في حزب العمال الديمقراطي الاشتراكي السويدي. وقد انتخب عضو البرلمان السويدي ‏.